# Pablo Zabaleta
Pablo Javier Zabaleta Girod (Buenos Aires, 16 gennaio 1985) è un allenatore di calcio ed ex calciatore argentino, di ruolo difensore, commissario tecnico in seconda della nazionale albanese.
Con la nazionale argentina, si è laureato vicecampione del Mondo nel 2014.

## Caratteristiche tecniche
Nasce calcisticamente come centrocampista centrale, ma nel corso degli anni grazie alla sua duttilità tattica, si è adattato perfettamente nel ruolo di terzino destro, possiede una buona capacità di corsa nonché uno spirito combattivo che gli permette di essere un giocatore grintoso, dotato anche di una buona resistenza fisica; inoltre sa interpretare ottimamente le due fasi di gioco difensiva ed offensiva, molto abile anche nell'effettuare cross ed assist ai compagni, può essere impiegato come terzino sinistro o all'occorrenza come esterno di fascia destro. Può giocare anche punta nonostante abbia dimostrato una scarsa tecnica in questo ruolo.

## Carriera

### Club

#### Gli inizi col San Lorenzo

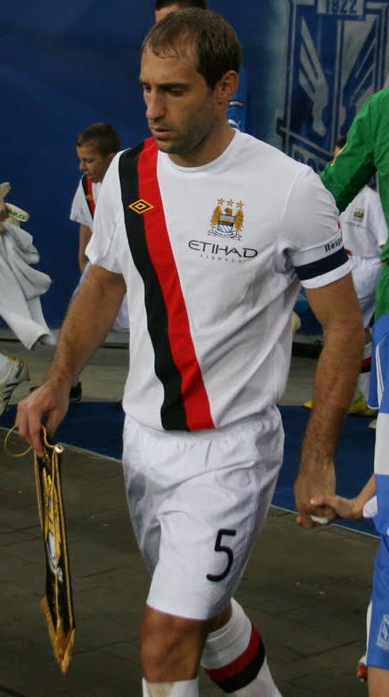
Pablo Zabaleta durante una partita di Europa League con la fascia da capitano del nel 2010.

Pablo Zabaleta è nato nella città di Buenos Aires in Argentina, ma è cresciuto ad Arrecifes, vicino alla capitale. Ha cominciato la sua carriera nel San Lorenzo nel 2002 provenendo dalle giovanili della società stessa. Zabaleta fu messo sotto contratto all'età di 12 anni dal club locale Obras Sanitarias.
L'argentino ha iniziato a giocare come centrocampista centrale difensivo, ma qualche volta ha giocato anche sulla destra con mansioni sia difensive sia di centrocampista.

#### Espanyol
Nell'estate 2005, va in Spagna e viene acquistato dall'Espanyol per 3 milioni di euro, notato ai Mondiali giovanili 2005 della FIFA nel quale era anche il capitano della Nazionale argentina Under-20. Zabaleta può contare sul doppio passaporto argentino/spagnolo. Nel gennaio 2007 ha avuto un infortunio alla spalla che l'ha costretto a stare 3 mesi lontano dal campo. Rientra nel maggio 2007 nella partita contro il Siviglia match valido per la Coppa UEFA, poi perso ai rigori dall'Espanyol.

#### Manchester City

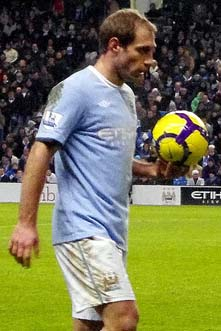
Zabaleta durante una rimessa laterale con la maglia del nel 2009.

Il 31 agosto 2008 firma un contratto quinquennale con gli inglesi del Manchester City squadra militante in Premier League. In Inghilterra dopo un periodo iniziale di ambientamento dove veniva poco utilizzato, col passare del tempo ne è diventato un titolare ed uno dei giocatori più importanti, nonché un vero leader per carisma della formazione inglese. Il 10 dicembre 2014 segna una rete nella vittoria esterna dei Citizens contro la Roma, nella fase a gironi della (Champions League). Il 16 gennaio 2016 nella vittoria interna per 4-0 contro il Crystal Palace taglia il traguardo delle 200 presenze in Premier League. Il 14 dicembre seguente a distanza di due anni dall'ultima rete in Premier, segna una rete nella vittoria interna 2-0 contro il Watford.

#### West Ham
Il 26 maggio 2017, dopo che i Citizens hanno annunciato l'intenzione di non rinnovare il contratto in scadenza del terzino argentino, lasciandolo così svincolato dopo 9 anni, si accorda con il West Ham per la firma di un contratto biennale. Il 5 gennaio 2020 sigla la sua prima rete con la maglia degli Hammers nella partita di FA Cup vinta per 2-0 in trasferta contro il Gillingham. Il 25 giugno seguente, in scadenza di contratto, decide di non prolungare fino al termine della stagione, posticipato in seguito alla pandemia di COVID-19, lasciando così il club londinese prima della fine del campionato. Il 16 ottobre 2020, si ritira dal calcio giocato.

### Nazionale

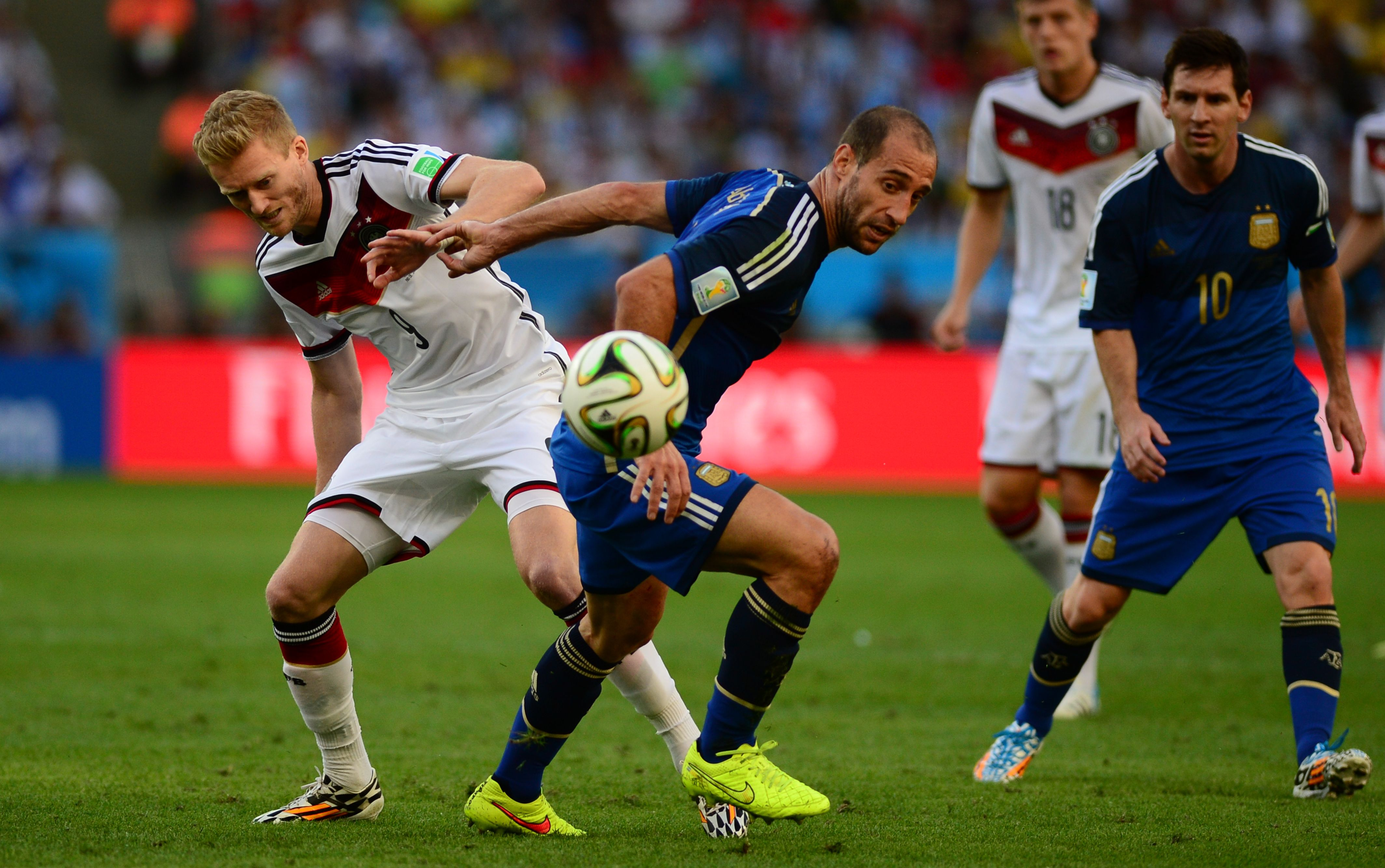
Zabaleta in azione con la maglia dell'Argentina durante la finale del Mondiale 2014 contro la Germania.

Debutta con l'Albiceleste il 17 agosto 2005 in una partita amichevole vinta per 1-2 contro la nazionale ungherese e dopo qualche breve apparizione sporadica, nell'annata 2011 torna nel gruppo della nazionale argentina in pianta stabile guadagnandosi anche il posto da titolare sulla corsia di destra. Nel 2008 partecipa anche alle Olimpiadi aggiudicandosi la medaglia d'oro con la sua nazionale.
Il 1º luglio 2011 viene inserito dal CT Sergio Batista nella lista dei 23 convocati per la Coppa America di luglio. Convocato per il Mondiale 2014, Zabaleta gioca titolare fisso da terzino destro nell'Argentina che giunge sino alla finale persa contro la Germania. L'anno successivo viene convocato dal CT Gerardo Martino per la Copa América, dove contro la Giamaica colleziona la presenza numero 50 con l'albiceleste.

### Allenatore
Il 2 gennaio 2023, Zabaleta è divenuto ufficialmente il vice-allenatore della Nazionale di calcio albanese: l'ex difensore argentino è stato scelto assieme a Sylvinho dopo l'addio di Edoardo Reja.

## Statistiche
Tra club, nazionale maggiore e nazionali giovanili (inclusa l'Argentina olimpica), Zabaleta ha totalizzato globalmente 701 presenze segnando 30 reti.

### Presenze e reti nei club
Statistiche aggiornate al 19 febbraio 2020.
| Stagione               | Squadra                | Campionato             | Campionato | Campionato | Coppe nazionali | Coppe nazionali | Coppe nazionali | Coppe continentali | Coppe continentali | Coppe continentali | Altre coppe | Altre coppe | Altre coppe | Totale | Totale |
| Stagione               | Squadra                | Comp                   | Pres       | Reti       | Comp            | Pres            | Reti            | Comp               | Pres               | Reti               | Comp        | Pres        | Reti        | Pres   | Reti   |
| ---------------------- | ---------------------- | ---------------------- | ---------- | ---------- | --------------- | --------------- | --------------- | ------------------ | ------------------ | ------------------ | ----------- | ----------- | ----------- | ------ | ------ |
| 2002-2003              | San Lorenzo            | PD                     | 11         | 0          | CA              | 0               | 0               | CS                 | 1                  | 0                  | -           | -           | -           | 12     | 0      |
| 2003-2004              | San Lorenzo            | PD                     | 27         | 3          | CA              | 0               | 0               | CS                 | 3                  | 0                  | -           | -           | -           | 30     | 3      |
| 2004-2005              | San Lorenzo            | PD                     | 28         | 5          | CA              | 0               | 0               | CL+CS              | 5+4                | 0                  | -           | -           | -           | 37     | 5      |
| Totale San Lorenzo     | Totale San Lorenzo     | Totale San Lorenzo     | 66         | 8          |                 | 0               | 0               |                    | 13                 | 0                  |             | -           | -           | 79     | 8      |
| 2005-2006              | Espanyol               | PD                     | 27         | 2          | CR              | 1               | 0               | CU                 | 7                  | 0                  | -           | -           | -           | 35     | 2      |
| 2006-2007              | Espanyol               | PD                     | 21         | 0          | CR              | 0               | 0               | CU                 | 9                  | 0                  | SS          | 2           | 0           | 32     | 0      |
| 2007-2008              | Espanyol               | PD                     | 32         | 1          | CR              | 4               | 0               | -                  | -                  | -                  | -           | -           | -           | 36     | 1      |
| Totale Espanyol        | Totale Espanyol        | Totale Espanyol        | 80         | 3          |                 | 5               | 0               |                    | 16                 | 0                  |             | 2           | 0           | 103    | 3      |
| 2008-2009              | Manchester City        | PL                     | 29         | 1          | FACup+CdL       | 1+1             | 0               | CU                 | 11                 | 0                  | -           | -           | -           | 42     | 1      |
| 2009-2010              | Manchester City        | PL                     | 27         | 0          | FACup+CdL       | 4+4             | 0               | -                  | -                  | -                  | -           | -           | -           | 35     | 0      |
| 2010-2011              | Manchester City        | PL                     | 26         | 1          | FACup+CdL       | 7+1             | 0               | UEL                | 11                 | 0                  | -           | -           | -           | 45     | 1      |
| 2011-2012              | Manchester City        | PL                     | 21         | 1          | FACup+CdL       | 1+4             | 0               | UCL+UEL            | 4+1                | 0                  | CS          | 0           | 0           | 31     | 1      |
| 2012-2013              | Manchester City        | PL                     | 30         | 2          | FACup+CdL       | 6+0             | 1+0             | UCL                | 5                  | 0                  | CS          | 1           | 0           | 42     | 3      |
| 2013-2014              | Manchester City        | PL                     | 35         | 1          | FACup+CdL       | 3+4             | 0               | UCL                | 6                  | 0                  | -           | -           | -           | 48     | 1      |
| 2014-2015              | Manchester City        | PL                     | 29         | 1          | FACup+CdL       | 1+0             | 0               | UCL                | 6                  | 1                  | CS          | 0           | 0           | 36     | 2      |
| 2015-2016              | Manchester City        | PL                     | 13         | 0          | FACup+CdL       | 3+3             | 0               | UCL                | 3                  | 0                  | -           | -           | -           | 22     | 0      |
| 2016-2017              | Manchester City        | PL                     | 20         | 1          | FACup+CdL       | 4+1             | 1+0             | UCL                | 6                  | 0                  | -           | -           | -           | 32     | 2      |
| Totale Manchester City | Totale Manchester City | Totale Manchester City | 230        | 8          |                 | 48              | 2               |                    | 54                 | 1                  |             | 1           | 0           | 333    | 11     |
| 2017-2018              | West Ham               | PL                     | 37         | 0          | FACup+CdL       | 2+0             | 0               | -                  | -                  | -                  | -           | -           | -           | 39     | 0      |
| 2018-2019              | West Ham               | PL                     | 26         | 0          | FACup+CdL       | 0+1             | 0               | -                  | -                  | -                  | -           | -           | -           | 27     | 0      |
| 2019-2020              | West Ham               | PL                     | 10         | 0          | FACup+CdL       | 2+2             | 1+0             | -                  | -                  | -                  | -           | -           | -           | 14     | 1      |
| Totale West Ham        | Totale West Ham        | Totale West Ham        | 73         | 0          |                 | 7               | 1               |                    | -                  | -                  |             | -           | -           | 80     | 1      |
| Totale carriera        | Totale carriera        | Totale carriera        | 449        | 19         |                 | 60              | 3               |                    | 83                 | 1                  |             | 3           | 0           | 595    | 23     |

### Cronologia presenze e reti in nazionale
| Cronologia completa delle presenze e delle reti in nazionale ― Argentina | Cronologia completa delle presenze e delle reti in nazionale ― Argentina | Cronologia completa delle presenze e delle reti in nazionale ― Argentina | Cronologia completa delle presenze e delle reti in nazionale ― Argentina | Cronologia completa delle presenze e delle reti in nazionale ― Argentina | Cronologia completa delle presenze e delle reti in nazionale ― Argentina | Cronologia completa delle presenze e delle reti in nazionale ― Argentina | Cronologia completa delle presenze e delle reti in nazionale ― Argentina |
| Data                                                                     | Città                                                                    | In casa                                                                  | Risultato                                                                | Ospiti                                                                   | Competizione                                                             | Reti                                                                     | Note                                                                     |
| ------------------------------------------------------------------------ | ------------------------------------------------------------------------ | ------------------------------------------------------------------------ | ------------------------------------------------------------------------ | ------------------------------------------------------------------------ | ------------------------------------------------------------------------ | ------------------------------------------------------------------------ | ------------------------------------------------------------------------ |
| 17-8-2005                                                                | Budapest                                                                 | Ungheria                                                                 | 1 – 2                                                                    | Argentina                                                                | Amichevole                                                               | -                                                                        | 81’                                                                      |
| 3-9-2005                                                                 | Asunción                                                                 | Paraguay                                                                 | 1 – 0                                                                    | Argentina                                                                | Qual. Mondiali 2006                                                      | -                                                                        | 84’                                                                      |
| 3-9-2006                                                                 | Londra                                                                   | Argentina                                                                | 0 – 3                                                                    | Brasile                                                                  | Amichevole                                                               | -                                                                        |                                                                          |
| 11-10-2006                                                               | Murcia                                                                   | Spagna                                                                   | 2 – 1                                                                    | Argentina                                                                | Amichevole                                                               | -                                                                        |                                                                          |
| 26-3-2008                                                                | Il Cairo                                                                 | Egitto                                                                   | 0 – 2                                                                    | Argentina                                                                | Amichevole                                                               | -                                                                        | 83’                                                                      |
| 8-6-2008                                                                 | New York                                                                 | Stati Uniti                                                              | 0 – 0                                                                    | Argentina                                                                | Amichevole                                                               | -                                                                        | 77’                                                                      |
| 10-9-2008                                                                | Lima                                                                     | Perù                                                                     | 1 – 1                                                                    | Argentina                                                                | Qual. Mondiali 2010                                                      | -                                                                        | 87’                                                                      |
| 11-8-2010                                                                | Dublino                                                                  | Irlanda                                                                  | 0 – 1                                                                    | Argentina                                                                | Amichevole                                                               | -                                                                        | 46’                                                                      |
| 9-2-2011                                                                 | Ginevra                                                                  | Argentina                                                                | 2 – 1                                                                    | Portogallo                                                               | Amichevole                                                               | -                                                                        | 61’                                                                      |
| 1-6-2011                                                                 | Abuja                                                                    | Nigeria                                                                  | 4 – 1                                                                    | Argentina                                                                | Amichevole                                                               | -                                                                        |                                                                          |
| 5-6-2011                                                                 | Varsavia                                                                 | Polonia                                                                  | 2 – 1                                                                    | Argentina                                                                | Amichevole                                                               | -                                                                        | 46’                                                                      |
| 20-6-2011                                                                | Buenos Aires                                                             | Argentina                                                                | 4 – 0                                                                    | Albania                                                                  | Amichevole                                                               | -                                                                        | 46’                                                                      |
| 6-7-2011                                                                 | Santa Fe                                                                 | Argentina                                                                | 0 – 0                                                                    | Colombia                                                                 | Coppa America 2011 - 1º turno                                            | -                                                                        |                                                                          |
| 11-7-2011                                                                | Córdoba                                                                  | Argentina                                                                | 3 – 0                                                                    | Costa Rica                                                               | Coppa America 2011 - 1º turno                                            | -                                                                        |                                                                          |
| 16-7-2011                                                                | Santa Fe                                                                 | Argentina                                                                | 1 – 1 dts (4 – 5 dtr)                                                    | Uruguay                                                                  | Coppa America 2011 - Quarti di finale                                    | -                                                                        | 9’                                                                       |
| 2-9-2011                                                                 | Calcutta                                                                 | Argentina                                                                | 1 – 0                                                                    | Venezuela                                                                | Amichevole                                                               | -                                                                        | 83’                                                                      |
| 6-9-2011                                                                 | Dacca                                                                    | Argentina                                                                | 3 – 1                                                                    | Nigeria                                                                  | Amichevole                                                               | -                                                                        | 83’                                                                      |
| 7-10-2011                                                                | Buenos Aires                                                             | Argentina                                                                | 4 – 1                                                                    | Cile                                                                     | Qual. Mondiali 2014                                                      | -                                                                        |                                                                          |
| 11-10-2011                                                               | Puerto La Cruz                                                           | Venezuela                                                                | 1 – 0                                                                    | Argentina                                                                | Qual. Mondiali 2014                                                      | -                                                                        | 66’                                                                      |
| 11-11-2011                                                               | Buenos Aires                                                             | Argentina                                                                | 1 – 1                                                                    | Bolivia                                                                  | Qual. Mondiali 2014                                                      | -                                                                        |                                                                          |
| 15-11-2011                                                               | Barranquilla                                                             | Colombia                                                                 | 1 – 2                                                                    | Argentina                                                                | Qual. Mondiali 2014                                                      | -                                                                        |                                                                          |
| 29-2-2012                                                                | Berna                                                                    | Svizzera                                                                 | 1 – 3                                                                    | Argentina                                                                | Amichevole                                                               | -                                                                        |                                                                          |
| 2-6-2012                                                                 | Buenos Aires                                                             | Argentina                                                                | 4 – 0                                                                    | Ecuador                                                                  | Qual. Mondiali 2014                                                      | -                                                                        |                                                                          |
| 9-6-2012                                                                 | East Rutherford                                                          | Argentina                                                                | 4 – 3                                                                    | Brasile                                                                  | Amichevole                                                               | -                                                                        |                                                                          |
| 15-8-2012                                                                | Francoforte                                                              | Germania                                                                 | 1 – 3                                                                    | Argentina                                                                | Amichevole                                                               | -                                                                        | 26’ - 65’                                                                |
| 12-10-2012                                                               | Mendoza                                                                  | Argentina                                                                | 3 – 0                                                                    | Uruguay                                                                  | Qual. Mondiali 2014                                                      | -                                                                        |                                                                          |
| 16-10-2012                                                               | Santiago del Cile                                                        | Cile                                                                     | 1 – 2                                                                    | Argentina                                                                | Qual. Mondiali 2014                                                      | -                                                                        |                                                                          |
| 14-11-2012                                                               | Riyad                                                                    | Arabia Saudita                                                           | 0 – 0                                                                    | Argentina                                                                | Amichevole                                                               | -                                                                        | 62’                                                                      |
| 6-2-2013                                                                 | Solna                                                                    | Svezia                                                                   | 2 – 3                                                                    | Argentina                                                                | Amichevole                                                               | -                                                                        | 60’                                                                      |
| 22-3-2013                                                                | Buenos Aires                                                             | Argentina                                                                | 3 – 0                                                                    | Venezuela                                                                | Qual. Mondiali 2014                                                      | -                                                                        | 87’                                                                      |
| 7-6-2013                                                                 | Buenos Aires                                                             | Argentina                                                                | 0 – 0                                                                    | Colombia                                                                 | Qual. Mondiali 2014                                                      | -                                                                        | 76’                                                                      |
| 10-9-2013                                                                | Asunción                                                                 | Paraguay                                                                 | 2 – 5                                                                    | Argentina                                                                | Qual. Mondiali 2014                                                      | -                                                                        | 69’                                                                      |
| 11-10-2013                                                               | Buenos Aires                                                             | Argentina                                                                | 3 – 1                                                                    | Perù                                                                     | Qual. Mondiali 2014                                                      | -                                                                        |                                                                          |
| 15-11-2013                                                               | East Rutherford                                                          | Ecuador                                                                  | 0 – 0                                                                    | Argentina                                                                | Amichevole                                                               | -                                                                        | 63’                                                                      |
| 18-11-2013                                                               | Saint Louis                                                              | Argentina                                                                | 2 – 0                                                                    | Bosnia ed Erzegovina                                                     | Amichevole                                                               | -                                                                        |                                                                          |
| 5-3-2014                                                                 | Bucarest                                                                 | Romania                                                                  | 0 – 0                                                                    | Argentina                                                                | Amichevole                                                               | -                                                                        |                                                                          |
| 15-6-2014                                                                | Rio De Janeiro                                                           | Argentina                                                                | 2 – 1                                                                    | Bosnia ed Erzegovina                                                     | Mondiali 2014 - 1º turno                                                 | -                                                                        |                                                                          |
| 21-6-2014                                                                | Belo Horizonte                                                           | Argentina                                                                | 1 – 0                                                                    | Iran                                                                     | Mondiali 2014 - 1º turno                                                 | -                                                                        |                                                                          |
| 25-6-2014                                                                | Porto Alegre                                                             | Nigeria                                                                  | 2 – 3                                                                    | Argentina                                                                | Mondiali 2014 - 1º turno                                                 | -                                                                        |                                                                          |
| 1-7-2014                                                                 | San Paolo                                                                | Argentina                                                                | 1 – 0                                                                    | Svizzera                                                                 | Mondiali 2014 - Ottavi di finale                                         | -                                                                        |                                                                          |
| 5-7-2014                                                                 | Brasilia                                                                 | Argentina                                                                | 1 – 0                                                                    | Belgio                                                                   | Mondiali 2014 - Quarti di finale                                         | -                                                                        |                                                                          |
| 9-7-2014                                                                 | San Paolo                                                                | Paesi Bassi                                                              | 0 – 0 dts (2 – 4 dtr)                                                    | Argentina                                                                | Mondiali 2014 - Semifinale                                               | -                                                                        |                                                                          |
| 13-7-2014                                                                | Rio de Janeiro                                                           | Germania                                                                 | 1 – 0 dts                                                                | Argentina                                                                | Mondiali 2014 - Finale                                                   | -                                                                        |                                                                          |
| 3-9-2014                                                                 | Düsseldorf                                                               | Germania                                                                 | 2 – 4                                                                    | Argentina                                                                | Amichevole                                                               | -                                                                        |                                                                          |
| 11-10-2014                                                               | Pechino                                                                  | Brasile                                                                  | 2 – 0                                                                    | Argentina                                                                | Amichevole                                                               | -                                                                        |                                                                          |
| 14-10-2014                                                               | Hong Kong                                                                | Hong Kong                                                                | 0 – 7                                                                    | Argentina                                                                | Amichevole                                                               | -                                                                        | 60’                                                                      |
| 12-11-2014                                                               | Londra                                                                   | Argentina                                                                | 2 – 1                                                                    | Croazia                                                                  | Amichevole                                                               | -                                                                        |                                                                          |
| 28-3-2015                                                                | Landover                                                                 | El Salvador                                                              | 0 – 2                                                                    | Argentina                                                                | Amichevole                                                               | -                                                                        |                                                                          |
| 16-6-2015                                                                | La Serena                                                                | Argentina                                                                | 1 – 0                                                                    | Uruguay                                                                  | Coppa America 2015 - 1º turno                                            | -                                                                        |                                                                          |
| 20-6-2015                                                                | Viña del Mar                                                             | Argentina                                                                | 1 – 0                                                                    | Giamaica                                                                 | Coppa America 2015 - 1º turno                                            | -                                                                        | 90+2’                                                                    |
| 26-6-2015                                                                | Viña del Mar                                                             | Argentina                                                                | 0 – 0 (5 – 4 dtr)                                                        | Colombia                                                                 | Coppa America 2015 - Quarti di finale                                    | -                                                                        |                                                                          |
| 30-6-2015                                                                | Concepción                                                               | Argentina                                                                | 6 – 1                                                                    | Paraguay                                                                 | Coppa America 2015 - Semifinale                                          | -                                                                        |                                                                          |
| 4-7-2015                                                                 | Santiago del Cile                                                        | Cile                                                                     | 0 – 0 dts (4 – 1 dtr)                                                    | Argentina                                                                | Coppa America 2015 - Finale                                              | -                                                                        |                                                                          |
| 13-10-2015                                                               | Asunción                                                                 | Paraguay                                                                 | 0 – 0                                                                    | Argentina                                                                | Qual. Mondiali 2018                                                      | -                                                                        | 34’                                                                      |
| 1-9-2016                                                                 | Mendoza                                                                  | Argentina                                                                | 1 – 0                                                                    | Uruguay                                                                  | Qual. Mondiali 2018                                                      | -                                                                        |                                                                          |
| 6-9-2016                                                                 | Mérida                                                                   | Venezuela                                                                | 2 – 2                                                                    | Argentina                                                                | Qual. Mondiali 2018                                                      | -                                                                        |                                                                          |
| 6-10-2016                                                                | Lima                                                                     | Perù                                                                     | 2 – 2                                                                    | Argentina                                                                | Qual. Mondiali 2018                                                      | -                                                                        | 69’                                                                      |
| 10-11-2016                                                               | Belo Horizonte                                                           | Brasile                                                                  | 3 – 0                                                                    | Argentina                                                                | Qual. Mondiali 2018                                                      | -                                                                        |                                                                          |
| Totale                                                                   |                                                                          | Presenze                                                                 | 58                                                                       |                                                                          | Reti                                                                     | 0                                                                        |                                                                          |

## Palmarès

### Club

#### Competizioni nazionali
- Coppa di Spagna: 1

Espanyol: 2005-2006
- Coppa d'Inghilterra: 1

Manchester City: 2010-2011
- Campionato inglese: 2

Manchester City: 2011-2012, 2013-2014
- Community Shield: 1

Manchester City: 2012
- Coppa di Lega inglese: 2

Manchester City: 2013-2014, 2015-2016

#### Competizioni Internazionali
- Coppa Sudamericana: 1

San Lorenzo: 2002
- Campionato mondiale Under-20: 1

2005
- Oro olimpico: 1

2008